# محمد نور الدين عبد الله
محمد نور الدين عبدالله مصور صحفي سوداني يعمل كمصور مقيم لرويترز منذ عام 2005، وعمل أيضًا مع وكالة فرانس برس، وأوكسفورد أناليتيكا ومنافذ إخبارية أخرى. ظهرت صوره للسودان، التي غالبًا ما تركز على آثار الحرب والإقصاء الاجتماعي على الناس العاديين، في العديد من التقارير الإخبارية الدولية.

## النشأة والتعليم
ولد عبد الله في الفاشر، عاصمة شمال دارفور، السودان، وتخرج بدرجة البكالوريوس في التصميم الجرافيكي من كلية الفنون الجميلة والتطبيقية، جامعة السودان للعلوم والتكنولوجيا.  درس التصوير مع الأستاذ علي محمد عثمان عميد الكلية السابق. 

## الصحافة المصورة
انضم عبد الله لرويترز عام 2005 لتغطية الاضطرابات في أقصى جنوب الخرطوم والتي أدت إلى إحراق مراكز للشرطة من قبل لاجئين سودانيين نزحوا بشكل رئيسي من الأجزاء الجنوبية من السودان. وانتهت الاضطرابات بمقتل أكثر من 17 شخصا وإصابة العشرات. ثم عمل في دارفور، حيث قام بتصوير جنود من بعثة الاتحاد الأفريقي في السودان عاملين في الحرب الأهلية الجارية في دارفور بين الجيش الحكومي ومن يسمون بالمتمردين. أدت هذه الحرب إلى الإبادة الجماعية في دارفور، والتي راح ضحيتها ما بين 80,000 و 400,000 شخص وتشريد أكثر من مليون شخص، وكان لها أيضًا تأثير كبير على عبد الله من خلال تشكيل شغفه لرواية القصص من خلال صوره. بعض هذه القصص تشمل:
- وضع خطوط السكك الحديدية في السودان على المسار الصحيح، توضيح الوضع المتدهور الحالي للسكك الحديدية السودانية، التي كانت في يوم من الأيام أكبر شبكة للسكك الحديدية في إفريقيا، والانتعاش المتوقع من خلال التمويل من جمهورية الصين الشعبية.[8]
- شباب اليوم في السودان، الذي يتنقل في العلاقة بين المصور والشباب في الخرطوم. قبل التقاط صور الشباب، كان عبد الله بحاجة إلى بناء الثقة معهم. في البداية سألوا "من أنت؟ لماذا تريد التقاط صورنا؟" وكثيرًا ما تقول: "هل أنت من الأجهزة الأمنية؟".[9]
- أطفال دارفور البالغون من العمر 12 عامًا، نظرة في عام 2015 على 12 عامًا من الحرب في دارفور من خلال صور 12 طفلاً ولدوا في المعسكرات، يريدون أن يصبحوا مهندسي طائرات وأطباء، إلخ. والتقطت الصور في مخيمات دريج والسلام وأراداماتا، وتعرض آراء متفائلة تجاه الأطفال، على الرغم من عدم الاستقرار المستمر في المنطقة.[10]
- مخاوف من تلاقي نهر النيل في السودان من أن السد الجديد سوف يستنزف قوة النهر، قصة مصورة عن حياة صانعي الطوب الذين يعملون في جزيرة توتي وقرى أخرى على نهر النيل، والذين من المتوقع أن يكونوا أول من يشعر بالآثار البيئية لسد النهضة الإثيوبي.[11][12]

غالبًا ما يركز تصوير عبد الله الصحفي على الاضطرابات السياسية في السودان والدول المجاورة. وثقت تقاريره الفوتوغرافية كيف يعاني الناس العاديون من الحروب والكوارث الطبيعية. أثناء الثورة السودانية، كان من أحد المصورين القلائل الذين يعملون على الأرض، بعد أن طردت الحكومة العسكرية جميع الصحفيين الأجانب.
عبد الله له أكثر من 20 عامًا عمل فيها من المصور الصحفي لرويترز، وكالة فرانس برس، أكسفورد أناليتيكا، من بين العديد من وسائل الإعلام، استحوذ على أمة تمر بمرحلة انتقالية من الحرب الأهلية إلى النضال من أجل الديمقراطية. تم استخدام أعمال عبد الله من قبل العديد من وسائل الإعلام الدولية الكبرى، وقد تم تضمين صوره في كتب مختلفة لتوضيح عناصر الثقافة، المجتمع، الدين، السياسة، والإثنوغرافيا في السودان.

## فن بصري

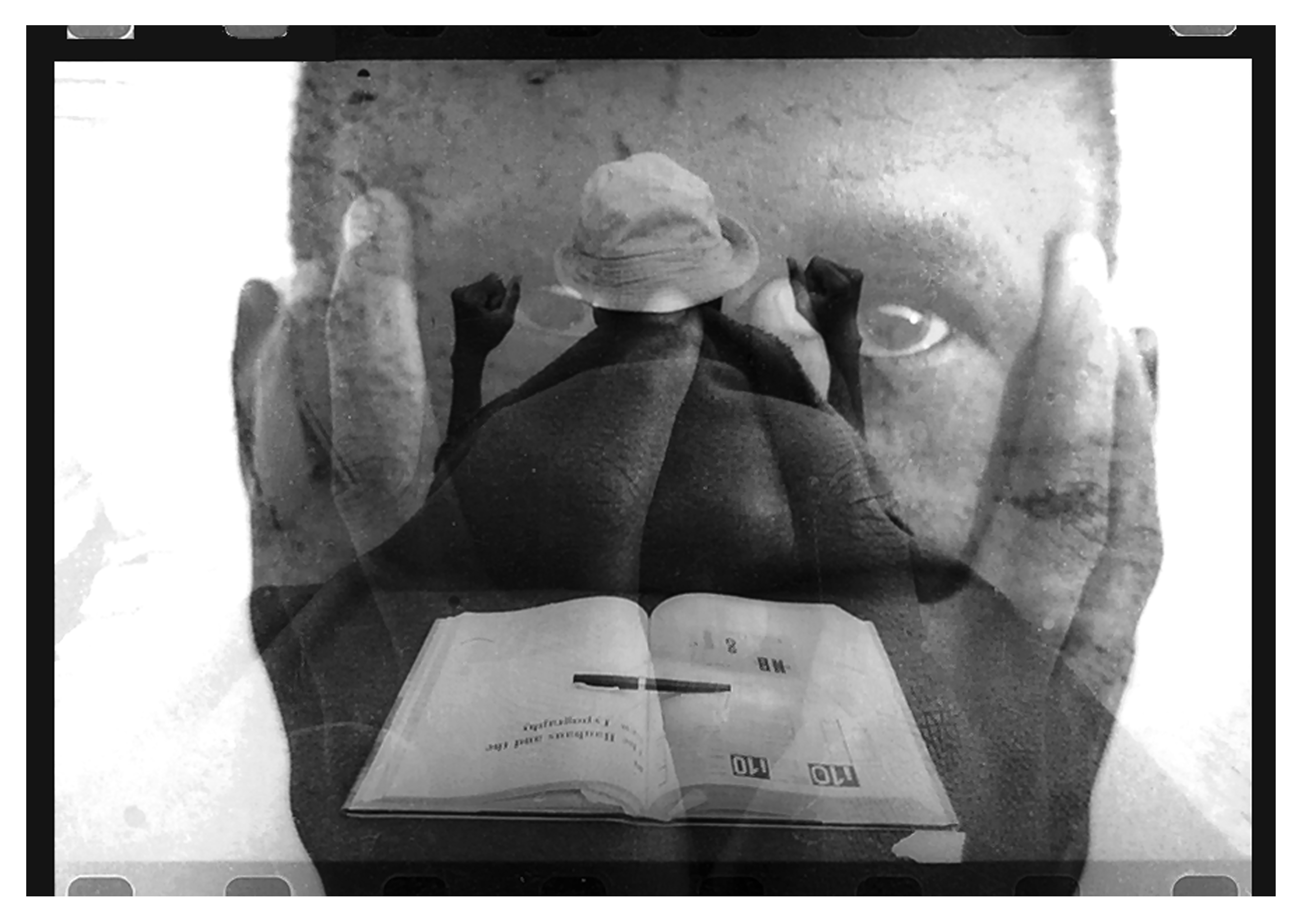
حوار" محمد نور الدين عبد الله

يُعرف عبد الله أيضًا بتصويره الفني الجميل. في عام 1995، فاز بالجائزة الدولية الأولى للتصوير الرقمي من المركز الثقافي الآسيوي الباسيفيكي في اجتماع اليونسكو الخامس عشر في طوكيو. بالإضافة إلى ذلك، فاز إبداعه الفني “ Dialog ” بالمركز الأول في مهرجان طريفة السينمائي الخامس من مركز الأندلس للتصوير بإسبانيا عام 2008. ووصف هذه السلسلة من الصور بالأبيض والأسود على النحو التالي: "رجل العصر الذي أصبح محاصرًا في العديد من الأقفاص: أقفاص الوظائف، والوهم، والسرقة، والعزلة، المحبوس في أفكاره وغيرها، والمحبس في العالم. اللانهائية". 

## أنظر أيضا
- التصوير الفوتوغرافي في السودان
- الإبادة الجماعية في دارفور
- الثورة السودانية